# The Core Shopping Centre
The CORE Shopping Centre ist ein Einkaufszentrum in der Innenstadt von Calgary in Alberta, Kanada. Es verfügt über eine Fläche von 55.742 m² und über 160 Geschäfte auf vier Ebenen, daneben Cafés und Restaurants sowie einen Botanischen Indoor-Garten. Der Gebäudekomplex besteht aus mehreren Gebäuden und Bürogebäuden wie dem TD Canada Trust Tower, Home Oil Tower, Dome Tower und dem historischen Lancaster Building. Das Einkaufszentrum ist an Calgarys +15 Skywalk System, einem Fußgänger-Skywalk, der zahlreiche Gebäude in der Stadt verbindet, angeschlossen. Im Durchschnitt halten sich rund 250.000 Personen pro Woche im Einkaufszentrum auf. Es wurde um 2010 in mehreren Abschnitten grundlegend saniert und modernisiert. Das Zentrum erhielt im Zuge des Umbaus ein großes gläsernes Dach (Skylight), um Tageslicht ins Zentrum zu lassen.
Das Gebäude des Einkaufszentrums wird im Süden durch die 8th Avenue SW (Stephen Avenue pedestrian mall) und im Norden durch die 7th Avenue SW (LRT Corridor rapid transit line) begrenzt. In Ost-West-Richtung dehnt es sich über den Kern zwischen 3rd Street SW (Barclay Parade) und 4th Street SW hinaus.

## Geschichte
Das Unternehmen T. Eaton Co. eröffnete an diesem Standort sein erstes Einkaufszentrum im Jahre 1929. 1977 schlossen sich größere benachbarte Einkaufsgeschäfte an und man verband diese zu einem größeren Komplex. Das TD Square in direkter Nachbarschaft verfügte über vier Stockwerke und den Botanischen Garten. 1990 zog das Eaton-Geschäft aus seinem Gebäude aus, das abgerissen wurde und durch ein neues und größeres an gleicher Stelle ersetzt und Calgary Eaton Centre benannt wurde. Die historische Fassade des Gebäudes aus dem Jahre 1929 wurde erhalten und restauriert und prägt auch heute noch einen Teil des Einkaufszentrums.